# Întoarcerea lui Colț Alb
Întoarcerea lui Colț Alb (titlul original: în italiană Il ritorno di Zanna Bianca) este un film de aventuri franco–vest-germano–italian, realizat în 1974 de regizorul Lucio Fulci, după romanul omonim al scriitorului Jack London, protagoniști fiind actorii Franco Nero, Virna Lisi și John Steiner.

## Distribuție
- Franco Nero – Jason Scott
- Virna Lisi – sora Evangelina
- John Steiner – „Beauty” Smith/Forth
- Werner Pochath – Harvey
- Raimund Harmstorf – Kurt Janssen
- Renato Cestiè – Bill Tarwater
- Renato De Carmine – ten. LeClerq
- Harry Carey Jr. – John Tarwater
- Hannelore Elsner – Jane LeClerq
- Donald O'Brien – Liverpool
- Yanti Somer – sora lui Liverpool
- Rolf Hartmann – Carter
- John Bartha – sergentul Mountie (Jachetele roșii)
- Paolo Magalotti – ajutorul lui Smith
- Sergio Smacchi –  ajutorul lui Smith
- Ezio Marano – un trișor pokerist
- Stanislaus Gunawan –
- Vittorio Fanfoni –
- Carla Mancini –